# Le Vintrou
Le Vintrou település Franciaországban, Tarn megyében. Lakosainak száma 91 fő (2022. január 1.). Le Vintrou Lasfaillades, Pont-de-Larn, Le Rialet és Saint-Amans-Valtoret községekkel határos.

## Népesség
A település népességének változása:
| Lakosok száma | 81   | 82   | 84   | 85   | 88   | 89   | 91   | 91   | 91   |
|               | 2013 | 2015 | 2016 | 2017 | 2018 | 2019 | 2020 | 2021 | 2022 |